# Говоруха, Иван Сильвейстрович
Иван Сильвейстрович Говоруха (29 августа 1904, Гадяч, Полтавская губерния — 12 марта 1979, Кимры, Калининская область) — советский хозяйственный деятель, директор Ново-Никольского совхоза Молотовского района Акмолинской области, Казахская ССР. Герой Социалистического Труда (1957).

## Биография
Родился в 1904 году в крестьянской семье в городе Гадяч Полтавской губернии. В 1919 году окончил Гадячское уездное училище, после которого трудился в отделе народного образования. В последующем обучался в Полтавском сельскохозяйственном институте. С 1927 года — служащий Полтавского облсоюза. В декабре 1928 года мобилизован в Красную Армию на спецслужбу в отдел губернского земуправления, где занимался организацией машинно-тракторных станций и товариществ по совместной обработке земли. С 1930 года проживал в Москве, откуда затем переехал в Новосибирск.
С 1930 по 1932 года работал в «Союзмясе», конторе «Союзсеменовод» Западно-Сибирского края. В 1932 году возвратился в Москву, где трудился в отделе свиноводческих совхозов Наркомата сельского хозяйства СССР. В последующие годы — старший агроном совхоза «Литишино» Московской области, с 1935 по 1939 года — старший агроном Калининского свиноводтреста, совхоза «Раменский» Москвовской области.
С 1939 года — главный агроном, заместитель управляющего Рязанским свиноводтрестом. В декабре 1942 года демобилизовался со спецслужбы в Красной Армии в звании младшего лейтенанта. С 1942 по 1944 года — директор Рязанского свиноводтреста. С 1944 года организовывал в Краснодаре свиноводческий трест. В 1945 году назначен директором совхоза «Молочный гигант» Московской области и в 1953 году — директором нового совхоза «Ново-Никольский» Молотовского района с усадьбой в селе Новоникольское.
Занимался строительством социальных объектов нового посёлка Новоникольское, основанного в 1956 году. Под его руководством на целинных землях были построены производственные совхозные мощности для свиноводства. В 1956 году совхоз сдал государству более миллиона пудов зерновых. В среднем с каждого гектара было собрано по 20, 1 центнера зерновых. Прибыль совхоза составила более четырёх миллионов рублей при себестоимости каждого центнера по 23,76 рублей вместо 38 рублей запланированной стоимости.
Указом Президиума Верховного Совета СССР «О присвоении звания Героя Социалистического Труда работникам совхозов, машинно-тракторных станций, кол¬хозникам, партийным и советским работникам Казахской ССР за особо выдающиеся успехи, достигнутые в работе по освоению целинных и залежных земель, и получение высокого урожая» от 11 января 1957 года удостоен звания Героя Социалистического Труда за «особо выдающиеся успехи, достигнутые в работе по освоению целинных и залежных земель, и получение высокого урожая» с вручением ордена Ленина и золотой медали «Серп и Молот» (№ 7245).
В 1954 году совхоз участвовал во Всесоюзной выставке ВДНХ.
В 1959 году переехал в город Кимры Калининской области, где назначен директором совхоза имени Калинина Кимрского района. Умер 12 марта 1979 года.
Награды
- Герой Социалистического Труда
- Орден Ленина
- Орден Октябрьской Революции (08.04.1971)
- Орден Трудового Красного Знамени (23.06.1966)
- Медаль «За трудовую доблесть» (28.07.1948)
- Заслуженный агроном РСФСР (02.02.1965)